# يان ماسون
يان ماسون (14 أبريل 1942 - 18 يوليو 2017) (بالإنجليزية: Ian Mason)‏ هو لاعب كريكت نيوزلندي.